# Trötemyr
Trötemyr är en sjö i Lysekils kommun i Bohuslän och ingår i Örekilsälven-Strömsåns kustområde.